# Williamsport (Kentucky)
Williamsport è una comunità non incorporata della contea di Johnson, Kentucky, Stati Uniti. Il suo ZIP code è 41271.